# Трајан (Тулћа)
Трајан (рум. Traian) насеље је у Румунији у округу Тулћа у општини Черна. Oпштина се налази на надморској висини од 9 m.

## Становништво
Према подацима из 2002. године у насељу је живело 1210 становника, од којих су сви румунске националности.